# Vlasta Kálalová

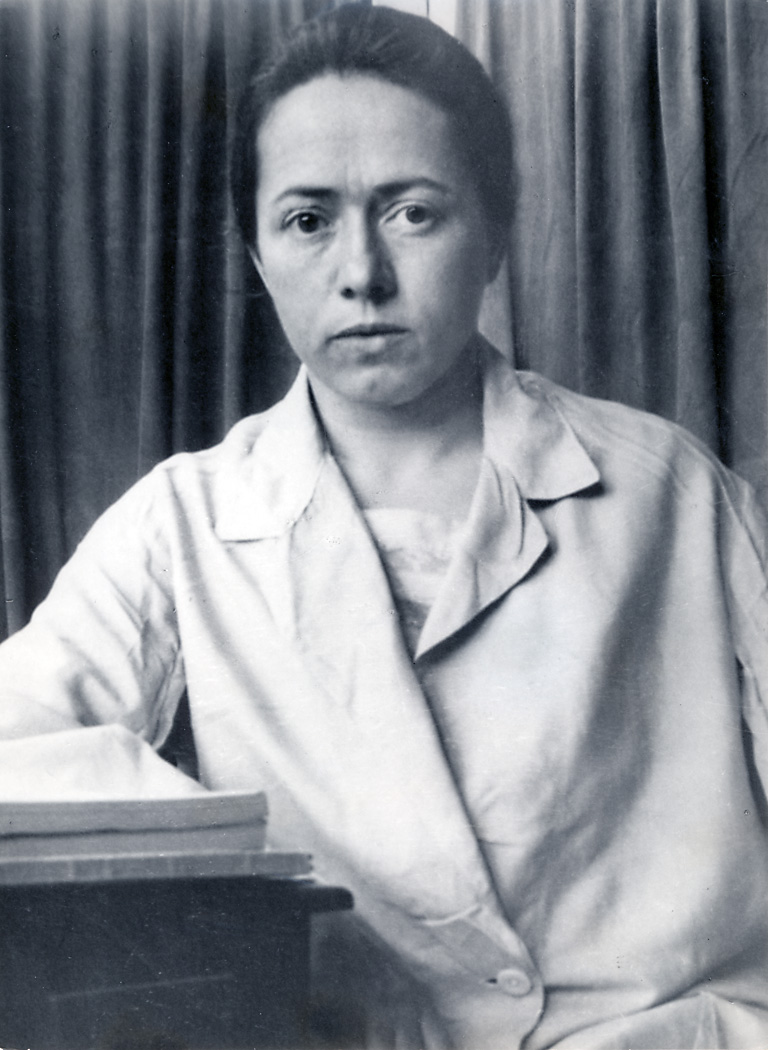
Vlasta Kálalová 1924

 Vlasta Kálalová Di Lotti  (* 26. Oktober 1896 in Bernartice u Milevska, Königreich Böhmen; † 15. Februar 1971 in Písek, Tschechoslowakei) war eine tschechische Medizinerin, die sich auf Tropenkrankheiten und Entomologie spezialisierte. Sie arbeitete von 1925 bis 1933 in Bagdad, wo sie das chirurgische Institut gründete und auch Mitglieder der königlichen Familie behandelte. Sie trug zur Erforschung tropischer Krankheiten bei und erweiterte die Sammlung des Prager Nationalmuseums mit seltenen Exemplaren exotischer Insekten.

## Leben und Werk

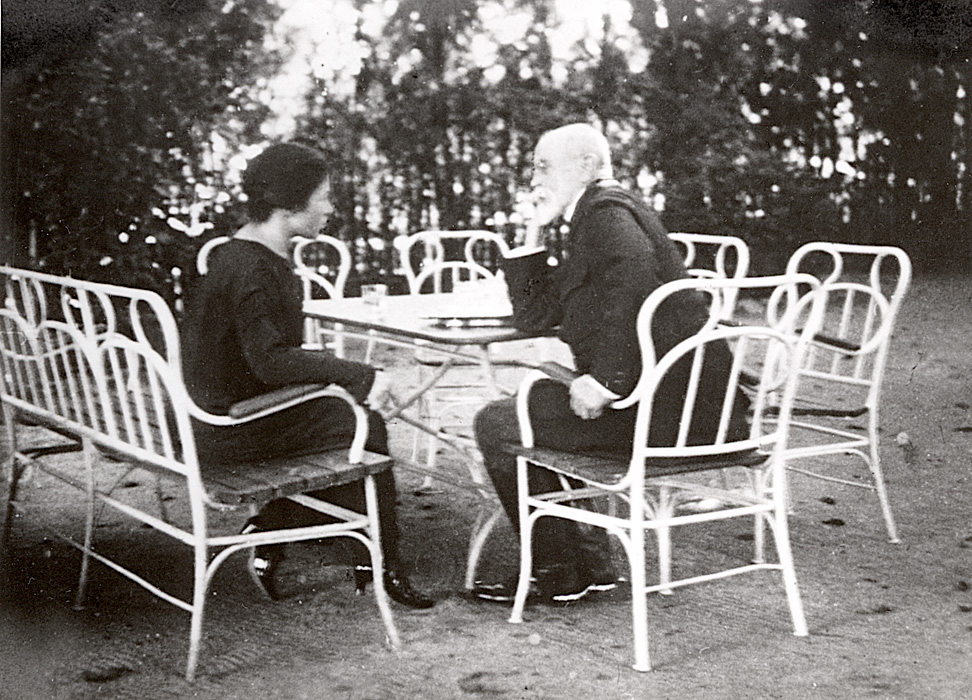
Vlasta Kálálová bei Präsident Tomáš Garrigue Masaryk, Herbst 1923

Kálalová stammte aus einer Lehrerfamilie aus Bernarty bei Tábor, ihr Onkel war der Schriftsteller Karel Kálal. Sie studierte Medizin und promovierte 1922 an der Medizinischen Fakultät der Karlsuniversität. Praktische medizinische Erfahrungen sammelte sie in der Klinik bei Professor Kutvirta in Prag, im Krankenhaus in Louny und in der chirurgischen Klinik von Professor Petřivalský in Brünn. Schon während ihres Studiums beeindruckte sie der Vortrag von Jaroslav Hlava über exotische Parasitologie, der vor dem Forum des Verbands der tschechischen Ärzte gehalten wurde. Hlava äußerte damals die Hoffnung, dass bald in mindestens einer der Universitäten eines unabhängigen Staates eine Abteilung für Tropenkrankheiten eingerichtet wird. Kálálová kam zu dem Schluss, dass eine solche Forschungseinrichtung einen Standort direkt in einem der exotischen Länder benötigen würde. Das Studium der Parasitologie könnte somit auf Erkenntnissen aus der Praxis aufbauen und gleichzeitig ihre Ergebnisse direkt vor Ort anwenden. Um eine Pionierin auf einem neuen Gebiet zu werden, musste sie zunächst Erfahrungen direkt im Orient sammeln und diese dann zum Aufbau eines tschechoslowakischen theoretischen Instituts nutzen.
Sie bereitete sich auf die Praxis in den Tropen vor, insbesondere in den Bereichen, von denen sie annahm, dass sie für die Patienten dort am vorteilhaftesten seien. Nach ihrer Promotion sammelte sie Erfahrungen in der Chirurgie von amerikanischen Freunden, die die Bedingungen der Gesundheitsversorgung und medizinischen Versorgung im Orient kannten. Bei der Verwirklichung ihres Vorsatzes half ihr ihre Sprachbegabung. Bereits mit siebzehn Jahren sprach sie Englisch, Französisch, Russisch, Italienisch, Spanisch, Deutsch und sie lernte Türkisch, Arabisch und Persisch und auch die meisten lokalen Dialekte.
Da sie für ihr Vorhaben Geld benötigte, schrieb sie mehrere vergebliche Kreditanträge, und die Tochter des ersten Staatspräsidenten der Tschechoslowakei, Alice Masaryková, Gründerin des Tschechoslowakischen Roten Kreuzes, arrangierte für sie ein Treffen mit Tomáš Garrigue Masaryk. Er lieh ihr 244.000 Kronen, die sie innerhalb von drei Jahren zurückzahlen konnte.
Als erste Station wählte sie Istanbul, wo sie kurzzeitig in verschiedenen Kliniken mit den Schwerpunkten Gynäkologie und Neurologie arbeitete und zog 1925 nach Bagdad.

### Tätigkeit in Bagdad
Da sie dort als Frau nicht in einem Krankenhaus arbeiten durfte, wollte sie eine Privatpraxis eröffnen. Allerdings musste sie dafür die Erlaubnis der britischen Mandatsverwaltung einholen und die englischen Beamten davon überzeugen, dass sie einen gültigen Medizinabschluss hatte und die Universitas Carolina Pragensis nicht nur eine private Hochschule war. Nach dem Ende des Ersten Weltkriegs wurde der Irak, ein ehemaliges Territorium des Osmanischen Reiches, als Mandatsgebiet der Verwaltung Großbritanniens anvertraut. Obwohl Kálalova die Erlaubnis zum Praktizieren erhielt, wurde gleichzeitig die britische Botschaft in Prag gebeten, herauszufinden, um was für eine Universität es sich handelt.
Nur mit einer Reiseapotheke, ein paar Paar Gummihandschuhen und einem Blechkoffer mit kleinen Operationsinstrumenten ausgestattet, eröffnete sie die Praxis im nördlichen Teil der Stadt in Serajova třída, zehn Minuten vom Königlichen Krankenhaus entfernt.
Zu ihren Unterstützern gehörte der Prediger Nu'mán el Ázami, Direktor der Hanifa-Rechtsschule. Er erlaubte ihr, an der Universität zu lehren. Sie behandelte seine Familie und einige Schüler und sie wurden lebenslange Freunde. Der Rechtsanwalt Mustafa Kámil stellte zunächst stellte einen Assistenten für sie ein, der sie dem König des Irak Faisal I. vorstellte. Der örtliche Brauch verlangte, dass eine Frau in der Öffentlichkeit jederzeit von einem Mann begleitet wurde, einem Ehemann, Bruder oder Diener.
Weil sie fließend Arabisch sprach, gewann sie schnell einen Patientenkreis, vor allem Frauen, denen es bis dahin an qualitativ hochwertiger Betreuung mangelte. So wurde Kálalova zu einer Pionierin der medizinischen Versorgung von Frauen, obwohl sie mit einer unzureichenden Ausstattung zu kämpfen hatte. Sie praktizierte hauptsächlich für muslimische Patientinnen, die sich einem fremden Mann nicht zeigen durften. Sie konnte es sich bald leisten, ihre Praxis zu erweitern, und eröffnete am 15. März 1925 ein tschechoslowakisches Krankenhaus in Bagdad. Im Juli 1925 erhielt sie zusätzliche Ausstattung aus Prag, darunter einen Operationstisch und Laborgeräte. Sie mietete das historische Stammhaus der Burazanli (Trompeter) in der Jeptišek-Straße im Zentrum der Stadt und im Oktober 1925 kam die erste tschechoslowakische Krankenschwester, Ruth Tobolářová, nach Bagdad. Sie errichtete ein Mustausaf mit zwanzig Betten und führte es fast sieben Jahre lang erfolgreich und behandelte auch einige Mitglieder der königlichen Familie.
Neben der Behandlung von Patienten widmete sie sich während ihres Aufenthaltes im Irak auch der Erforschung von Tropenkrankheiten und entwickelte eine Immunisierungsmethode gegen die kutane Leishmaniose. Da Kálalova das irakische Klima nicht vertrug, verschlechterte sich ihr Gesundheitszustand. 1930 zog sie mit ihrer Familie nach Kurdistan und widmete sich dem Sammeln von Naturobjekten für das Nationalmuseum in Prag. Nach ihrer Rückkehr nach Bagdad erkrankte sie an Dengue-Fieber und war im folgenden Winter fast ständig bettlägerig.
Obwohl sie Material zu Tropenkrankheiten sammelte und zur Verarbeitung in ihre Heimat schickte, konnte es dort niemand verarbeiten und nutzen. Auch die Korrespondenz mit den Behörden und medizinischen Arbeitsstätten über die Einrichtung einer Klinik für Tropenforschung oder über die Zusammenarbeit des Bagdader Krankenhauses mit einer der tschechischen Arbeitsstätten führte zu keinem Ergebnis. Vor ihrer bevorstehenden Abreise nach Europa versuchte sie die Behörden von Bagdad für die Idee zu gewinnen, das funktionierende Krankenhaus einem örtlichen Arzt zu übergeben, was ihr aber nicht gelang.
Die Erfolge ihrer Bagdad-Mission waren von dem ursprünglichen Plan völlig unabhängig. Einerseits nutzte sie ihre Kontakte und ihren Einfluss auf Patienten, von denen einige aus den Reihen des irakischen Adels stammten, für die Werbearbeit für die Tschechoslowakei und trug zum Aufbau der Wirtschaftsbeziehungen zum Irak bei.
Andererseits ging sie in die Geschichte der tschechischen Entomologie ein, indem das Nationalmuseum in Prag sie bat, Insekten zu sammeln. Mit erworbenem Fachwissen schickte sie im Laufe der Zeit eine Sammlung mit einer halben Million Exemplaren an die Zoologische Abteilung des Nationalmuseums in Prag. In der Collectio Kálalová identifizierten Experten aus Prag viele unbekannte Arten, von denen einige ihren Namen tragen.

### Rückkehr nach Prag
Nach der Rückkehr in ihre Heimat schrieb sie von 1934 bis 1936 eine Reiseerinnerung Přes Bosphorus k Tigrid, für die sie nie einen Verlag fand. Das umfangreiche Manuskript lagert in ihrem Nachlass zusammen mit den Illustrationen des Malers František Pavelka und einer Sammlung von Fotografien aus Istanbul, Bagdad und von Reisen in den Irak.
1936 nahm sie eine Stelle beim Roten Kreuz an und arbeitete später als leitende Redakteurin der Zeitschrift Zdraví lidu. Sie lebte während der deutschen Besetzung der Tschechoslowakei, in der Zeit des Protektorata Böhmen und Mähren, mit ihren Kindern und ihrem Ehemann in ihrer Geburtsstadt Bernartice in der Nähe von Tábor, wo sie eine Privatpraxis eröffnete. In den letzten Kriegstagen, am 8. Mai 1945, traf eine sich zurückziehende SS-Einheit in Bernarty ein und einer der Partisanen, die sich ein Feuergefecht mit einer deutschen Eliteeinheit lieferten, rannte durch den Garten der Familie Di Lotti, die sich hinter dem Gartenzaun versteckt hatte. Bei der Verfolgung wurden beide Kinder, ihr Mann und das Dienstmädchen erschossen, Kálalová wurde schwer verwundet, überlebte aber.
In den späten 1940er Jahren unternahm sie, solange es noch möglich war, mehrere Auslandsreisen. Sie erweiterte ihre sprachlichen Kenntnisse auf vierzehn Sprachen und hielt Vorträge in Europa und den Vereinigten Staaten. Sie arbeitete in einer chirurgischen Klinik am Karlsplatz in Prag. Kálálová bat 1950 in einem persönlichen Brief an den damaligen Staatspräsidenten der Tschechoslowakei Klement Gottwald, das in einem Schauprozess gefällte Todesurteil für Milada Horáková und andere Festgenommene nicht zu unterschreiben. Im Sommer 1962 wurde Jaroslav Slípka nach mehr als dreißig Jahren Kálálovás Nachfolger in Bagdad und leitete dort mehrere Jahre das Institut für Mikroskopische Anatomie.
Am 15. Februar 1971 starb Kálalová in einem Krankenhaus in Písek. Bekannt wurde Kálálová durch das biografische Buch von Ilona Borská. In den letzten Lebensjahren der Ärztin gelang es der Schriftstellerin, ihre Geschichte niederzuschreiben, und 1978, acht Jahre nach ihrem Tod, erschien erstmals der biografische Roman Doktorka z dom Trubačů. Borská schenkte dem Prácheň-Museum in Písek die Sammlung von Dokumenten, die sie in den 1970er Jahren bei der Arbeit an dem Buch Doktorka z dom Trubačů gesammelt hatte.

## Anerkennung

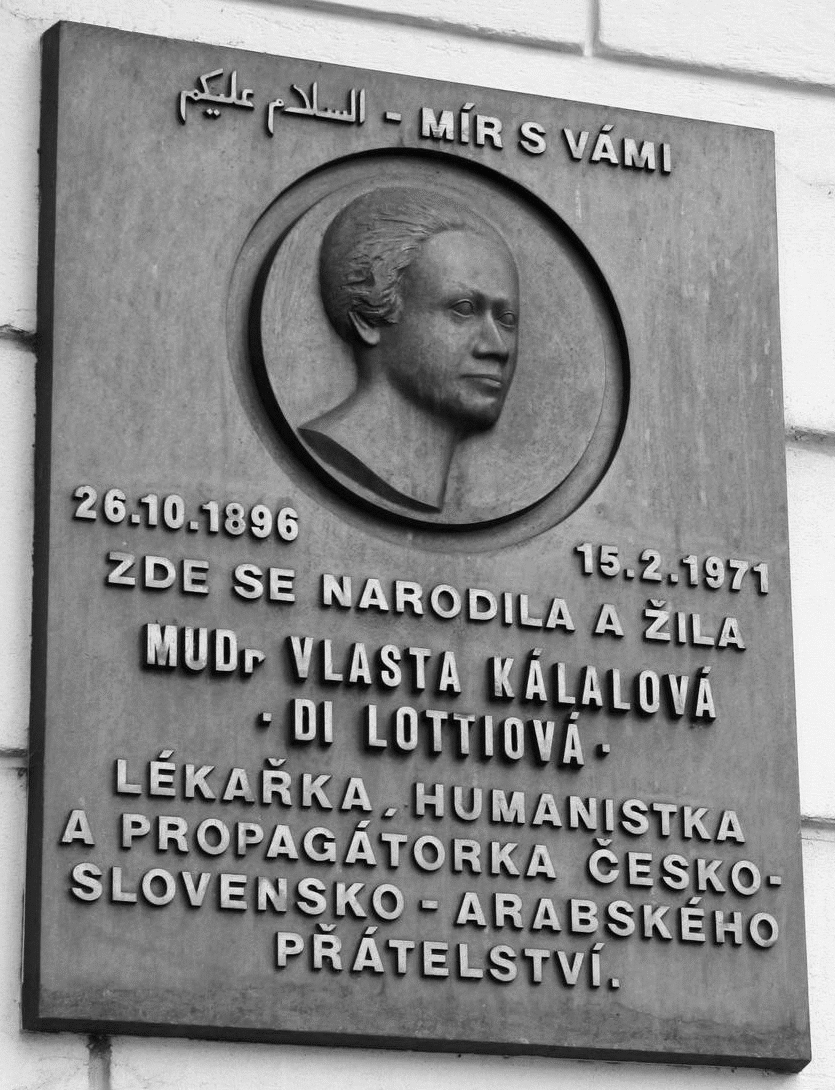
Gedenktafel am Geburtshaus von Vlasty Kálalové-Di Lotti in Bernartice, Táborská-Straße 5/21; 398 43 Bernartice – Teil der Gemeinde Bernartice, Bezirk Písek, Südböhmische Region, Tschechien

- 1967: Jan-Evangelista-Purkyně-Medaille[8]
- 1992: Tomáš-Garrigue-Masaryk-Orden[9]
- Der Asteroid (66934) Kalalova, der 1999 von Jana Tichá und Miloš Tichý am Kleť-Observatorium entdeckt wurde, wurde zu ihrem Andenken benannt. Das offizielle Namenszitat wurde vom Minor Planet Center am 21. Juli 2005 veröffentlicht (MPC 54567).[10]